# Calocedrus formosana
Calocedrus formosana (Калоцедрус тайванський) — вид хвойних рослин родини кипарисових.

## Поширення, екологія
Ендемік Тайваню, провінції Китаю (центральні й північні гори). Цей вид зустрічається в змішаних хвойно-широколистяних найвищих лісах, часто епізодично, пов'язано з Pseudotsuga sinensis, Taiwania cryptomerioides, Castanopsis, Cyclobalanus (= Quercus) на глибокому, багатому лісовому гранті над сланцями; також у вторинних лісах і на скелях і кам'янистих грядах. Його діапазон висот є (300) 800—2000 м.

## Морфологія
Велике дерево, стовбур часто кривий. Кора гладка, пурпурно-червона-коричнева. Листя лускоподібне, тупе, шириною 1,5–2,5 мм, темно-зелене зовні, блідо-зелене всередині. Жіночі шишки довгасті, 10–15 мм завдовжки, злегка зігнуті, з 4 лусками, 2 бокові, родючі. Насіння 1–2 в кожній лусці, 8–12 мм довжиною, включаючи єдине крило.

## Використання
Цінна деревина цього дерева має попит у будівельників, в основному на місцевому чи регіональному рівні. Хоча вид відомий в ботаніці з 1930, він набув очевидного масового вирощування тільки недавно.

## Загрози та охорона
Вид переживає нині зниження чисельності внаслідок незаконних лісозаготівель, трансформації старовікових лісів в керовані виробництвом ліси, розширення сільського господарства, особливо випасу худоби. Деякі поселення тепер захищені в заповідниках і є програма збереження на місці.